# Visselhöna
Visselhöna (Ammoperdix griseogularis) är en hönsfågel som förekommer i västra Asien.

## Utseende och läten
Visselhönan är en rundnätt hönsfågel med en kroppslängd på 22-25 centimeter. Den är huvudsakligen sandbrun med för släktet karakteristiska vågiga brunvita strimmor på flankerna. Hanen har grått huvud med ett svart streck genom ögat och vit kindfläck. Till skillnad från den nära släktingen ökenhöna (Ammoperdix heyi) är halssidorna är vitfläckiga. Honans dräkt är en urblekt version av hanens. 
VIsselhönan springer hellre undan än svävar iväg när den störs. Sången är ett upprepat visslande våitt-våitt-våitt som gett fågeln dess svenska namn, påminnande om småfläckig sumphöna.

## Utbredning och systematik
Fågeln förekommer i sydostligaste Turkiet, nordöstra Syrien, södra Armenien och Irak norrut till sydvästra Kazakstan och österut till sydöstra Uzbekistan, västra Tadzjikistan och Pakistan. Arten betraktas som monotypisk, det vill säga att den inte delas in i några underarter.

### Släktskap
DNA-studier visar att visselhönans släkte Ammoperdix tillhör en grupp fasanfåglar med bland annat vaktlar i Coturnix, buskvaktlar i Perdicula, berghönsen med släktingar i Alectoris samt Pternistis-frankoliner. Ammoperdix är systerklad till alla andra släkten i gruppen.

## Ekologi

### Levnadsmiljö
Visselhönan häckar i närheten av vatten, oftast på planare mark än den närbesläktade ökenhönan, i exempelvis klippig bergsöken, klippiga bergssluttningar och i wadis, ibland upp till 2000 meter över havet. Där den är sympatrisk med berghöna (Alectoris chukar) föredrar visselhönan lägre och varmare regioner.

### Häckning och föda
Arten lägger i genomsnitt sex till nio ägg direkt på marken i en uppskrapad grop. Honan ruvar äggen i ungefär tre veckor. Två kullar per häckningsperiod förekommer. Den lever av skott, löv, frön och bär, men också insekter.

## Status och hot
Arten har ett stort utbredningsområde och en stor population med stabil utveckling som inte tros vara utsatt för något substantiellt hot. Utifrån dessa kriterier kategoriserar IUCN arten som livskraftig (LC). Världspopulationen uppskattas till 150.000-250.000 individer, varav det i Europa tros det häcka 4.000-6.100 par.